# استید مالبرانک
استید مالبرانک (انگلیسی: Steed Malbranque؛ زادهٔ ۶ ژانویهٔ ۱۹۸۰) بازیکن فوتبال اهل فرانسه است.
از باشگاه‌هایی که در آن بازی کرده‌است می‌توان به باشگاه فوتبال فولام، باشگاه فوتبال تاتنهام هاتسپر، باشگاه فوتبال سن-اتین، باشگاه فوتبال المپیک لیون، و باشگاه فوتبال ساندرلند اشاره کرد.
وی همچنین در تیم‌های ملی فوتبال زیر ۱۶ سال، زیر ۱۸ سال فرانسه، و زیر ۲۱ سال فرانسه بازی کرده‌است.